# Batu Hula
Batu Hula is een bestuurslaag in het regentschap Tapanuli Selatan van de provincie Noord-Sumatra, Indonesië. Batu Hula telt 730 inwoners (volkstelling 2010).